# Jefferson Cuero
Jefferson Cuero Castro (ur. 15 maja 1988 w Cali) – kolumbijski piłkarz występujący na pozycji lewego skrzydłowego, obecnie zawodnik meksykańskiej Morelii.

## Kariera klubowa
Cuero jest wychowankiem klubu CD Once Caldas z siedzibą w Manizales, do którego seniorskiej drużyny został włączony w wieku dwudziestu jeden lat przez szkoleniowca Juana Carlosa Osorio. W Categoría Primera A zadebiutował 3 marca 2010 w wygranym 2:1 spotkaniu z Atlético Nacional, zaś premierowego gola w najwyższej klasie rozgrywkowej strzelił 28 listopada tego samego roku w wygranej 3:1 konfrontacji z tym samym rywalem. Szybko został jednym z ważniejszych zawodników zespołu i w jesiennym sezonie Finalización 2010 zdobył z Once Caldas tytuł mistrza Kolumbii, będąc uzupełnieniem ataku tworzonego przez Dayro Moreno oraz Fernando Uribe. Rok później, podczas rozgrywek Finalización 2011, wywalczył ze swoją ekipą wicemistrzostwo kraju, ciągle przeważnie w roli podstawowego gracza. Ogółem w barwach Once Caldas spędził dwa i pół roku, po czym przeniósł się do Independiente Medellín, gdzie w sezonie Finalización 2012 zanotował drugi w karierze tytuł wicemistrza kraju. Był jednak wyłącznie rezerwowym ekipy i występował w niej tylko sześć miesięcy, nie zdobywając żadnego gola.
Wiosną 2013 Cuero został zawodnikiem klubu Independiente Santa Fe ze stołecznej Bogoty. Tam od razu wywalczył sobie miejsce w wyjściowym składzie i stworzył duet napastników z doświadczonym Wilderem Mediną. W wiosennym sezonie Apertura 2013 zdobył z zespołem swoje trzecie wicemistrzostwo kraju, a w tym samym roku wywalczył również superpuchar Kolumbii – Superliga Colombiana oraz dotarł do półfinału najbardziej prestiżowych rozgrywek południowoamerykańskiego kontynentu – Copa Libertadores. Podczas rozgrywek Finalización 2014 wywalczył z ekipą prowadzoną przez argentyńskiego trenera Gustavo Costasa swój drugi tytuł mistrza Kolumbii, tworząc siłę ofensywną drużyny z graczami takimi jak Medina, Wilson Morelo czy Luis Carlos Arias. W tym samym roku dotarł także z Santa Fe do finału krajowego pucharu – Copa Colombia, a ogółem barwy stołecznego klubu reprezentował przez dwa lata.
W styczniu 2015 Cuero przeszedł do meksykańskiego zespołu Monarcas Morelia, w którego barwach 23 stycznia 2015 w zremisowanym 0:0 meczu z Leónem zadebiutował w tamtejszej Liga MX. Premierowego gola w lidze meksykańskiej strzelił natomiast 10 maja tego samego roku w wygranym 3:2 pojedynku z Guadalajarą, zaś dwa miesiące później zajął z Morelią drugie miejsce w krajowym superpucharze – Supercopa MX.

## Statystyki kariery
| Once Caldas | 2010      | Kolumbia | Primera A | 17  | 1   | 0≤  | 0≤ | —  | —  | —    | 17≤  | 1≤  |
| Once Caldas | 2011      | Kolumbia | Primera A | 34  | 7   | 7   | 1  | CL | 3  | 0    | 44   | 8   |
| Once Caldas | 2012      | Kolumbia | Primera A | 7   | 2   | 2   | 0  | CL | 2  | 0    | 11   | 2   |
| DIM         | 2012      | Kolumbia | Primera A | 10  | 0   | —   | —  | —  | —  | —    | 10   | 0   |
| Santa Fe    | 2013      | Kolumbia | Primera A | 34  | 10  | 4   | 1  | CL | 12 | 3    | 50   | 14  |
| Santa Fe    | 2014      | Kolumbia | Primera A | 35  | 6   | 14  | 7  | CL | 8  | 1    | 57   | 14  |
| Morelia     | 2014–2015 | Meksyk   | Liga MX   | 13  | 1   | —   | —  | —  | —  | —    | 13   | 1   |
| Morelia     | 2015–2016 | Meksyk   | Liga MX   | 33  | 6   | 4   | 0  | —  | —  | —    | 37   | 6   |
| Morelia     | 2016–2017 | Meksyk   | Liga MX   | 0   | 0   | —   | —  | —  | —  | —    | 0    | 0   |
| Ogółem      |           |          |           |     |     |     |    |    |    |      |      |     |
| Kolumbia    | Kolumbia  | Kolumbia | 137       | 26  | 27≤ | 9≤  | CL | 25 | 4  | 189≤ | 39≤  |     |
| Meksyk      | Meksyk    | Meksyk   | 46        | 7   | 4   | 0   | —  | —  | —  | 50   | 7    |     |
| Ogółem      | Ogółem    | Ogółem   | Ogółem    | 183 | 33  | 31≤ | 9≤ | CL | 25 | 4    | 239≤ | 46≤ |

- CL – Copa Libertadores